# Marineabschnittskommando Nordsee

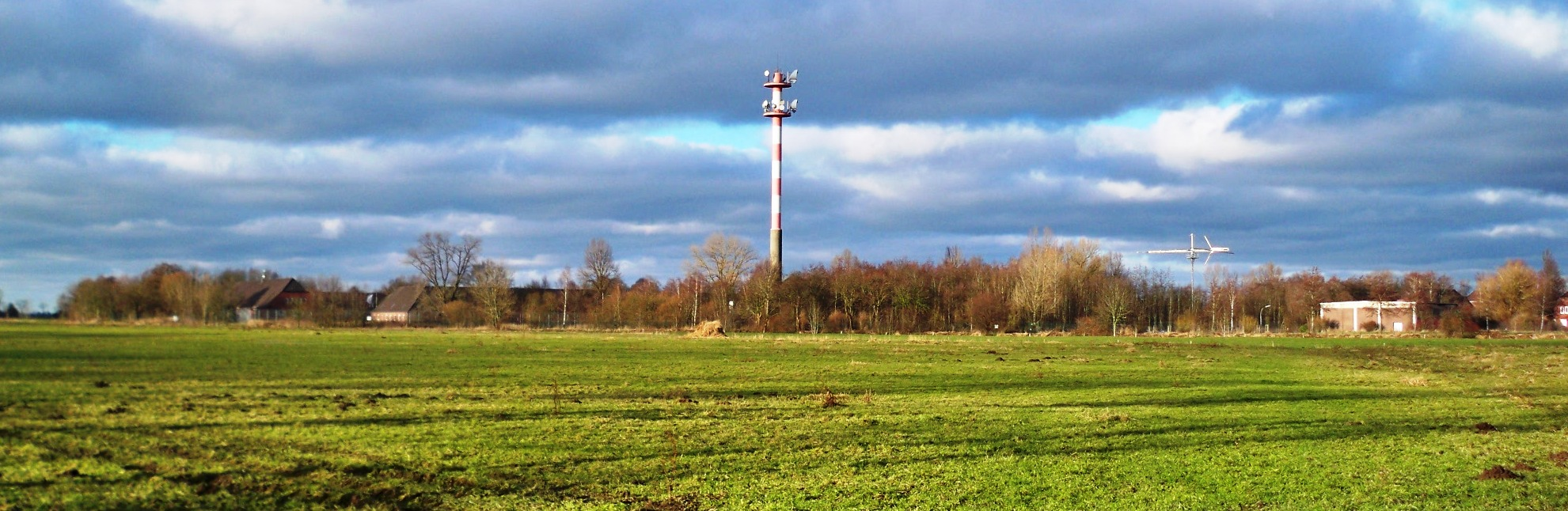
Die Admiral-Armin-Zimmermann-Kaserne in Sengwarden war Sitz des MAKdo Nordsee ab 1962.

Das Marineabschnittskommando Nordsee (MAKdo Nordsee) war ein Unterstützungsverband der Bundesmarine, der am 3. April 1956 aufgestellt und am 1. Januar 1967 in die Marinedivision Nordsee überführt wurde. Standort des MAKdo Nordsee war zunächst Wilhelmshaven, ab 1962 Sengwarden.

## Auftrag und Organisation
Das Marineabschnittskommando Nordsee unterstand zunächst dem Kommando der Flottenbasis und ab 1965 dem Flottenkommando. Es war für den Aufbau und die Führung von Einrichtungen der Flottenbasis mit Stützpunkten, Depots, Fernmelde- und Ortungsdienststellen im Bereich der Nordsee zuständig. Hinzu kamen zeitweise schwimmende Verbände mit Sicherungs- und logistischen Aufgaben. Teile dieser Verbände waren an der Ostsee stationiert. Die Organisation und Unterstellung dieser Dienststellen und Verbände unterlag in der Aufstellungszeit der Bundesmarine vielfältigen Veränderungen.
Dem MAKdo Nordsee unterstanden dauerhaft oder zeitweise folgende Dienststellen und Verbände:
- Marinestützpunkte
  - Borkum
    - Außenstelle Emden (ab 1962)
    - Marinesanitätsstaffel (ab 1966)

  - Bremerhaven
    - Marinesanitätsstaffel (ab 1966)

  - Cuxhaven

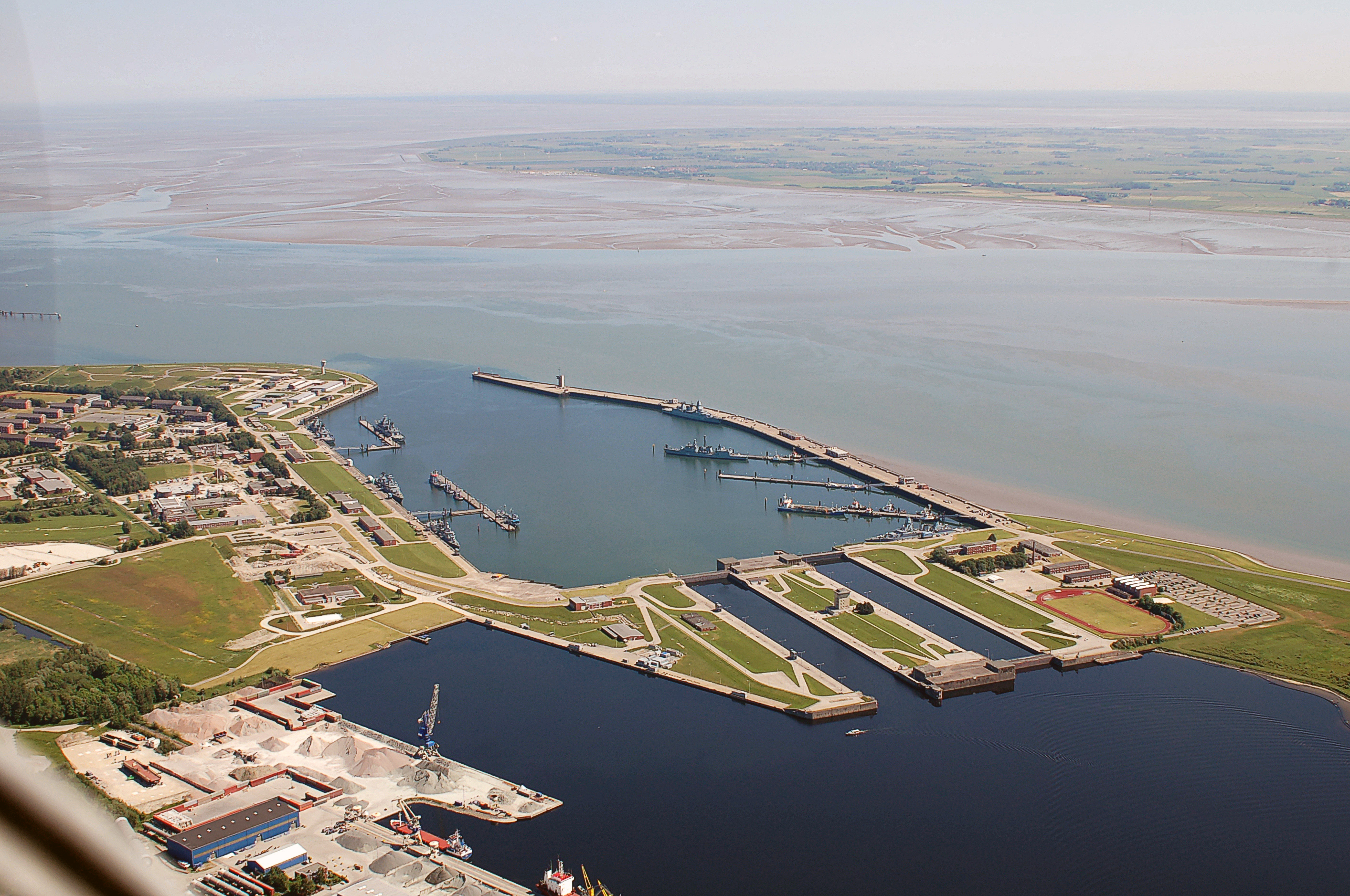
Der größte deutsche Marinestützpunkt in Wilhelmshaven aus der Luft

    - 2. Küstenwachgeschwader (1962–1964)
    - Marinesanitätsstaffel (ab 1966)

  - Wilhelmshaven mit Außenstelle Emden (bis 1962)
    - Marinesanitätsstaffel (ab 1966)
- Amphibische Gruppe in Wilhelmshaven (ab 1965)
  - 1. Landungsgeschwader in Wilhelmshaven
  - 2. Landungsgeschwader in Borkum
  - Amphibisches Transportbataillon 2 in Emden
  - Amphibisches Transportbataillon 4 in Großenbrode
  - Strandmeisterkompanie in Borkum
  - Kampfschwimmerkompanie in Eckernförde
- Versorgungsflottille in Cuxhaven (ab 1965)
  - 1. Versorgungsgeschwader in Kiel
  - 2. Versorgungsgeschwader in Wilhelmshaven
- Logistische Einrichtungen
  - Marinetransportbataillon 2 in Wilhelmshaven
  - Marinemetarialdepot 2 in Mariensiel
  - Marinemunitionsdepots 2, 4 und 6
- Fernmelde- und Ortungseinrichtungen
  - Marinefernmeldeabschnitt 2 in Sengwarden
- Sonstige
  - Marinemusikkorps Nordsee

## Kommandeure

Flagge eines Flottillenadmirals als Kommandozeichen des Kommandeurs des Marineabschnittskommandos Nordsee

Kommandeure des MAKdo Nordsee waren Flaggoffiziere im Dienstgrad eines Flottillenadmirals.
| Dienstgrad | Name               | Beginn der Amtszeit | Ende der Amtszeit | Bemerkungen                                         |
| ---------- | ------------------ | ------------------- | ----------------- | --------------------------------------------------- |
| FlAdm      | Wolfgang Haack     | 10. 1966            | 02. 1967          | ab 1. Januar 1967 Kommandeur Marinedivision Nordsee |
| Kpt zS     | Bernd Klug         | 10. 1964            | 09. 1966          |                                                     |
| FlAdm      | Albrecht Obermaier | 01. 1964            | 09. 1964          |                                                     |
| FlAdm      | Kurt Freiwald      | 04. 1962            | 01. 1964          |                                                     |
| FlAdm      | Hans-Rudolf Rösing | 11. 1957            | 03. 1962          |                                                     |
| Kpt zS     | Werner Schildt     | 09. 1957            | 11. 1957          | Mit der Wahrnehmung der Geschäfte beauftragt        |
| FKpt       | Hans Eckermann     | 06. 1957            | 08. 1957          | Mit der Wahrnehmung der Geschäfte beauftragt        |
| Kpt zS     | Kurt Thoma         | 02. 1957            | 06. 1957          | Mit der Wahrnehmung der Geschäfte beauftragt        |
| FKpt       | Hans Eckermann     | 07. 1956            | 02. 1957          | Mit der Aufstellung beauftragt                      |
| FKpt       | Werner Wiedrig     | 04. 1956            | 06. 1956          | Mit der Aufstellung beauftragt                      |

## Geschichte unterstellter Einheiten

### Marinetransportbataillon 2

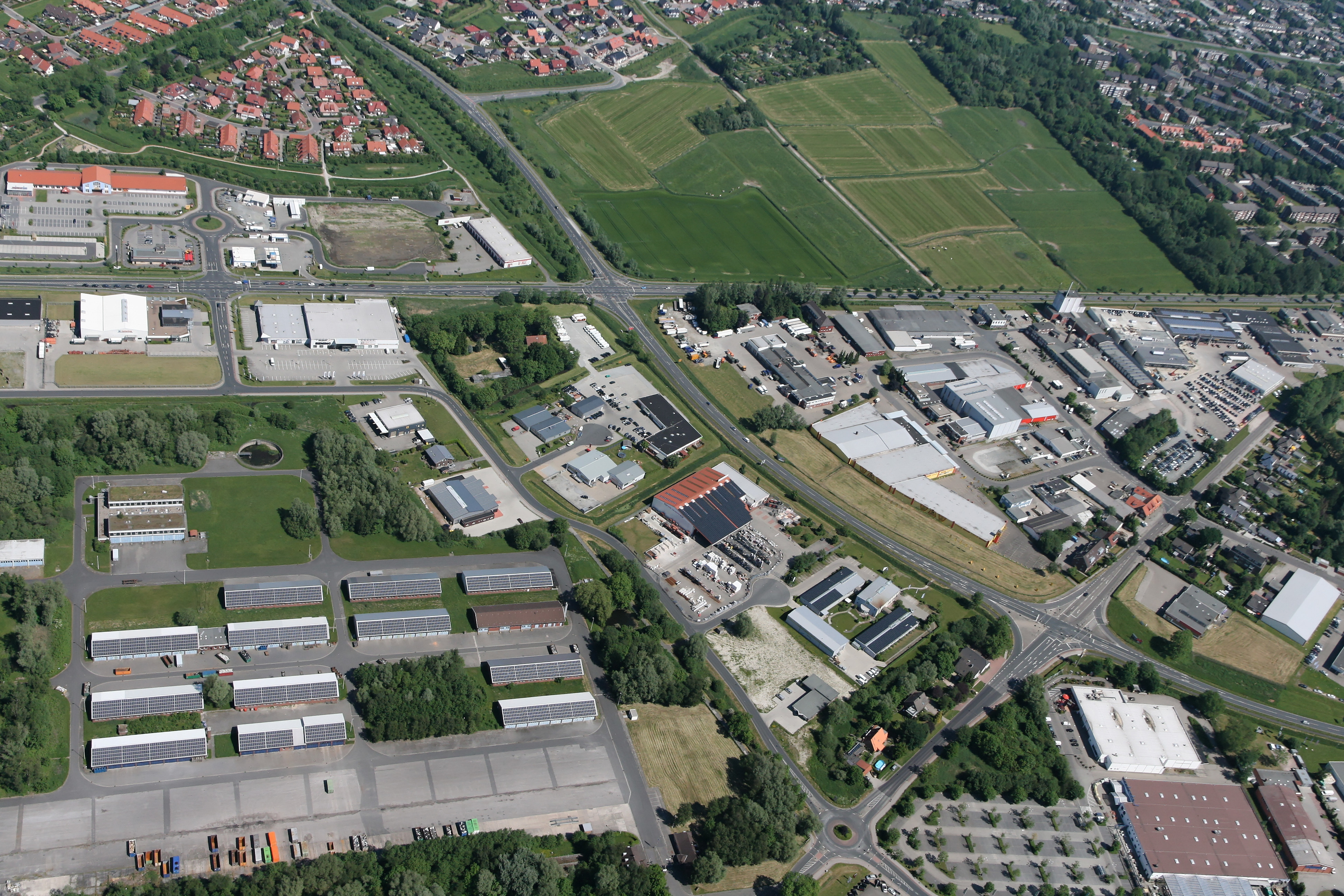
Ehemalige Kasernenanlage des Marinetransportbataillons 2 bzw. Marinetransportkompanie West in Wilhelmshaven-Ebkeriege (unten links)

Zum 1. Oktober 1964 wurde in der Ebkeriege-Kaserne. in Wilhelmshaven das Marinetransportbataillon 2 (MarTrspBtl 2) mit einer Stabs- und Versorgungskompanie, drei Transportkompanien, einer schweren Instandsetzungskompanie (stationiert in Elsfleth) und einer Umschlagkompanie aufgestellt.
Das Bataillon unterstand zunächst dem Marineabschnittskommando Nordsee. Am 1. Januar 1967 wechselte die Unterstellung zur Marinedivision Nordsee und zum 1. April 1975 zum neu aufgestellten Marineabschnittskommando Nordsee, das am 1. April 1994 in Marineabschnittskommando West umbenannt wurde. Zum 30. September 1998 wurde das Bataillon aufgelöst. An seiner Stelle wurde die Marinetransportkompanie West aufgestellt.

### Marinematerialdepot 2

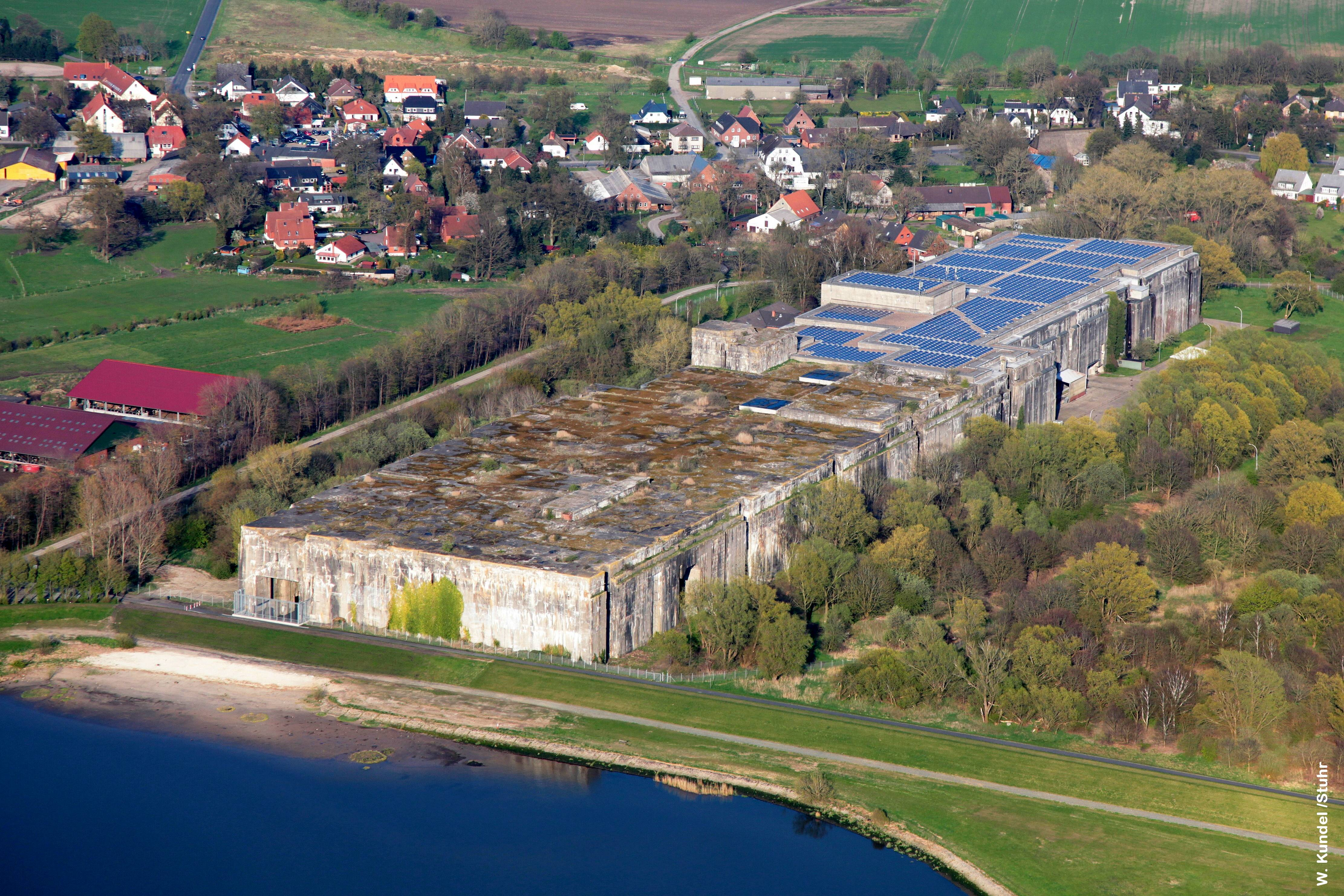
Der bis 2010 als Depot benutzte U-Boot-Bunker Valentin

Das Marinematerialdepot II wurde am 15. Juli 1957 in Wilhelmshaven eingerichtet. Am 1. April 1966 wurde die Außenstelle Valentin in Bremen-Farge gebildet, die am 1. Februar 1971 in ein Teildepot umgewandelt wurde. Am 1. April 1968 wurde die Bezeichnung in Marinematerialdepot 2 geändert und am 1. April 1994 wechselte die Unterstellung zum Marineabschnittskommando West.
Am 1. Juli 2002 wurden die Depots der Marine dem Organisationsbereich Streitkräftebasis (SKB) unterstellt und dort bis zur Einnahme der neuen Zielstruktur dem Luftwaffen-Versorgungsregiment 5 zugeordnet.

### Marinemunitionsdepots
Im Bereich des Marineabschnittskommandos Nordsee bestanden drei Marinemunitionsdepots:
- Marinemunitionsdepot 2, aufgestellt 1957 in Tannenhausen (heute Aurich)
- Marinemunitionsdepot 4, aufgestellt 1958 in Schweinebrück mit Teileinheit Den Helder (ab 1999)
- Marinemunitionsdepot 6, aufgestellt 1963 in Oxstedt bei Cuxhaven.

Am 1. Juli 2002 wurden die Depots der Marine dem Organisationsbereich Streitkräftebasis (SKB) unterstellt und dort bis zur Einnahme der neuen Zielstruktur dem Luftwaffen-Versorgungsregiment 5 zugeordnet.

### Marinemusikkorps Nordsee
Das Marinemusikkorps Nordsee entstand 1956 durch Teilung des seit 1. Juni 1956 in Eckernförde bestehenden Marinemusikkorps Ostsee. Es war anschließend in Wilhelmshaven stationiert. Es wurde zum 31. März 2014 aufgelöst. und am 1. Oktober 2019 durch das Marinemusikkorps Wilhelmshaven ersetzt.